# Wow (niente aspetta)
Wow (niente aspetta) è un singolo della cantautrice italiana Malika Ayane, pubblicato l'11 ottobre 2019.

## Video musicale
Il videoclip, diretto da Jamie Robert Othieno, è stato pubblicato il 20 novembre 2019 sul canale Youtube della cantautrice e vede la partecipazione di Paul Audia.

## Classifiche
| Classifica (2019)         | Posizione massima |
| ------------------------- | ----------------- |
| Italia (airplay italiane) | 17                |